# Liste des plus hauts gratte-ciel de Macao
Cet article dresse une liste des plus hauts gratte-ciel de Macao, en Chine. Depuis la construction de la Fortune Tower en 1986, près de 200 gratte-ciel (immeubles de 100 mètres de hauteur et plus) ont été construits à Macao notamment pour accueillir les millions de touristes qui viennent jouer dans les casinos.

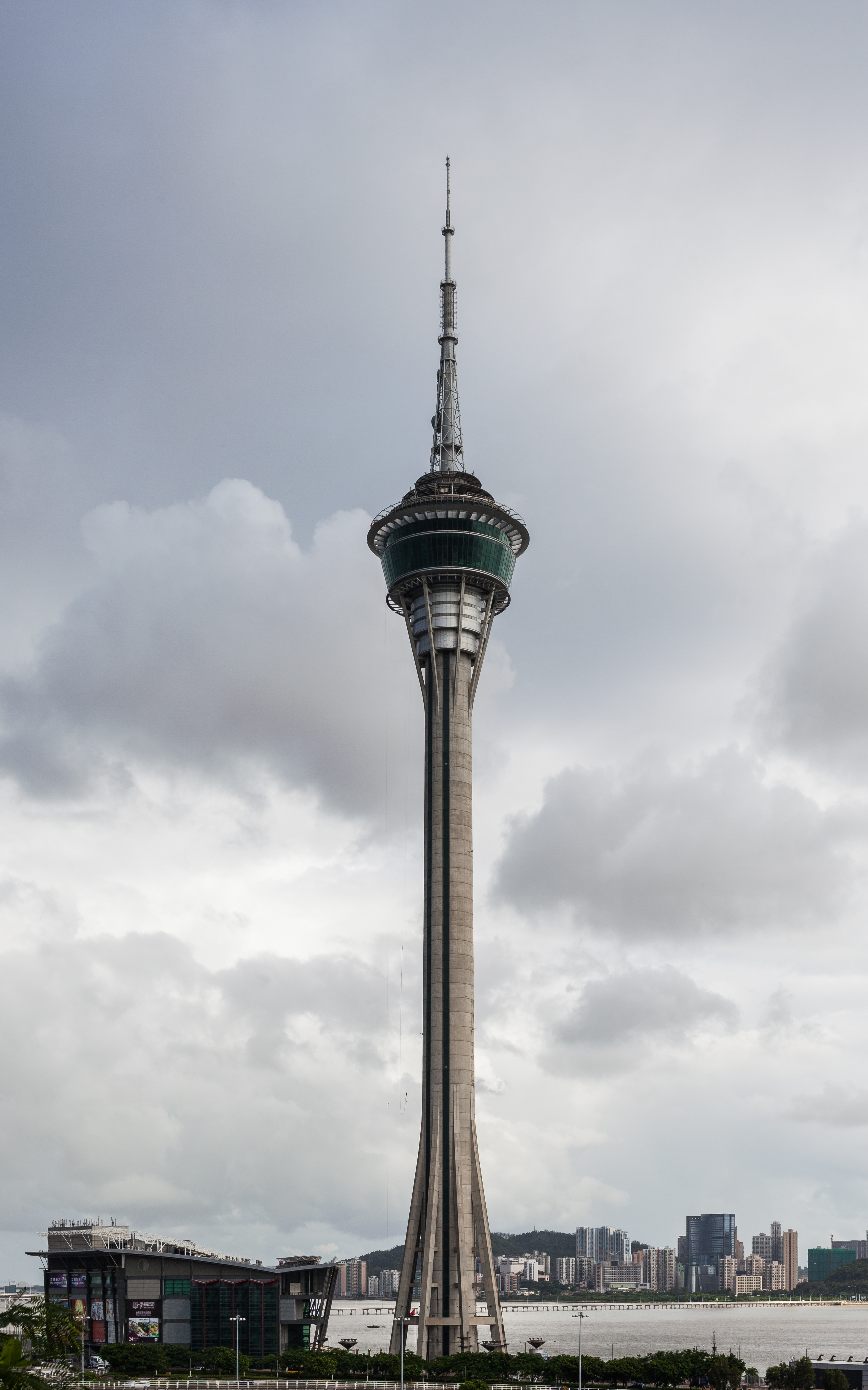
Tour Macao

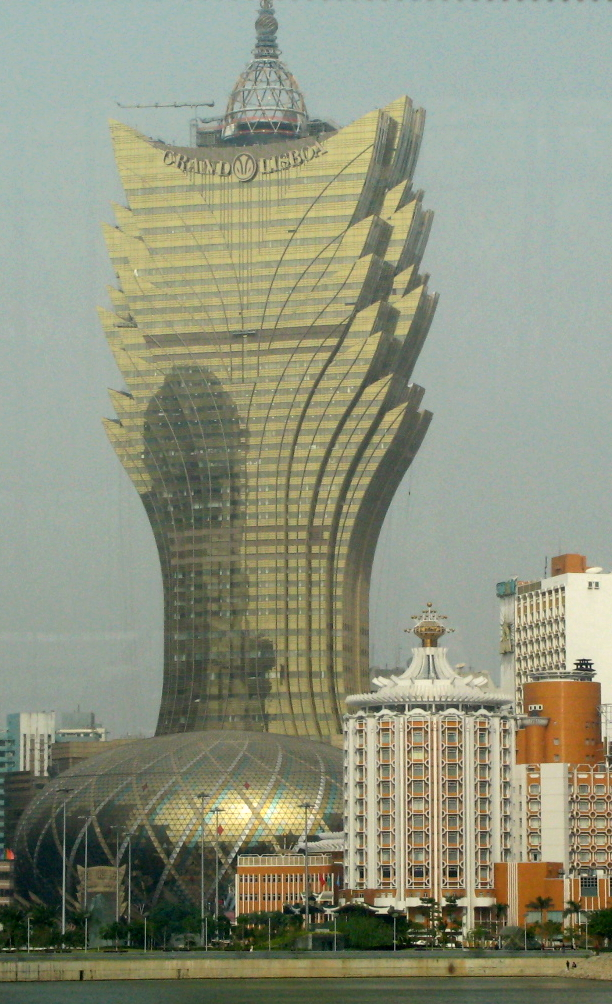
Grand Lisboa

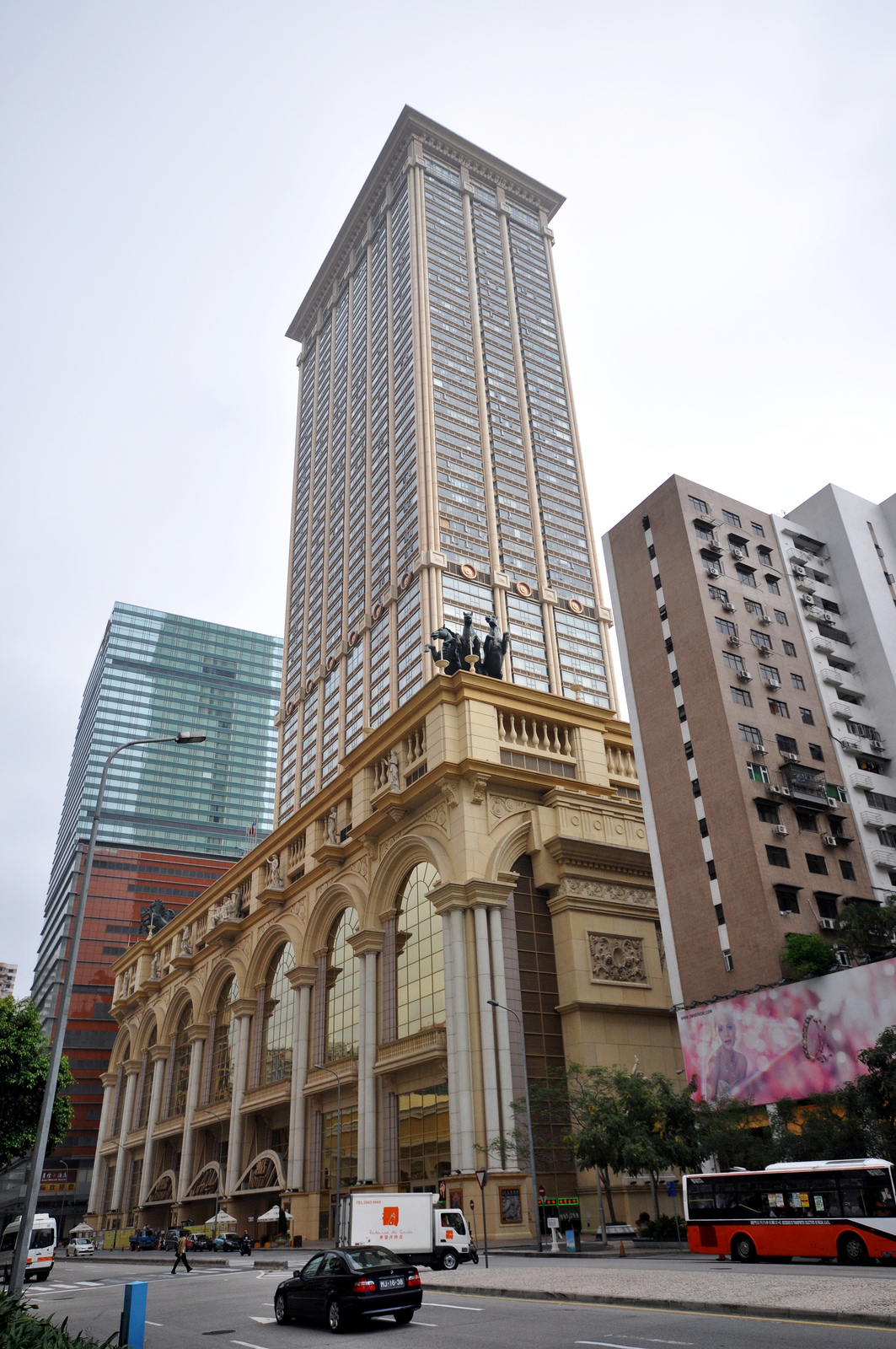
L'Arc Macau

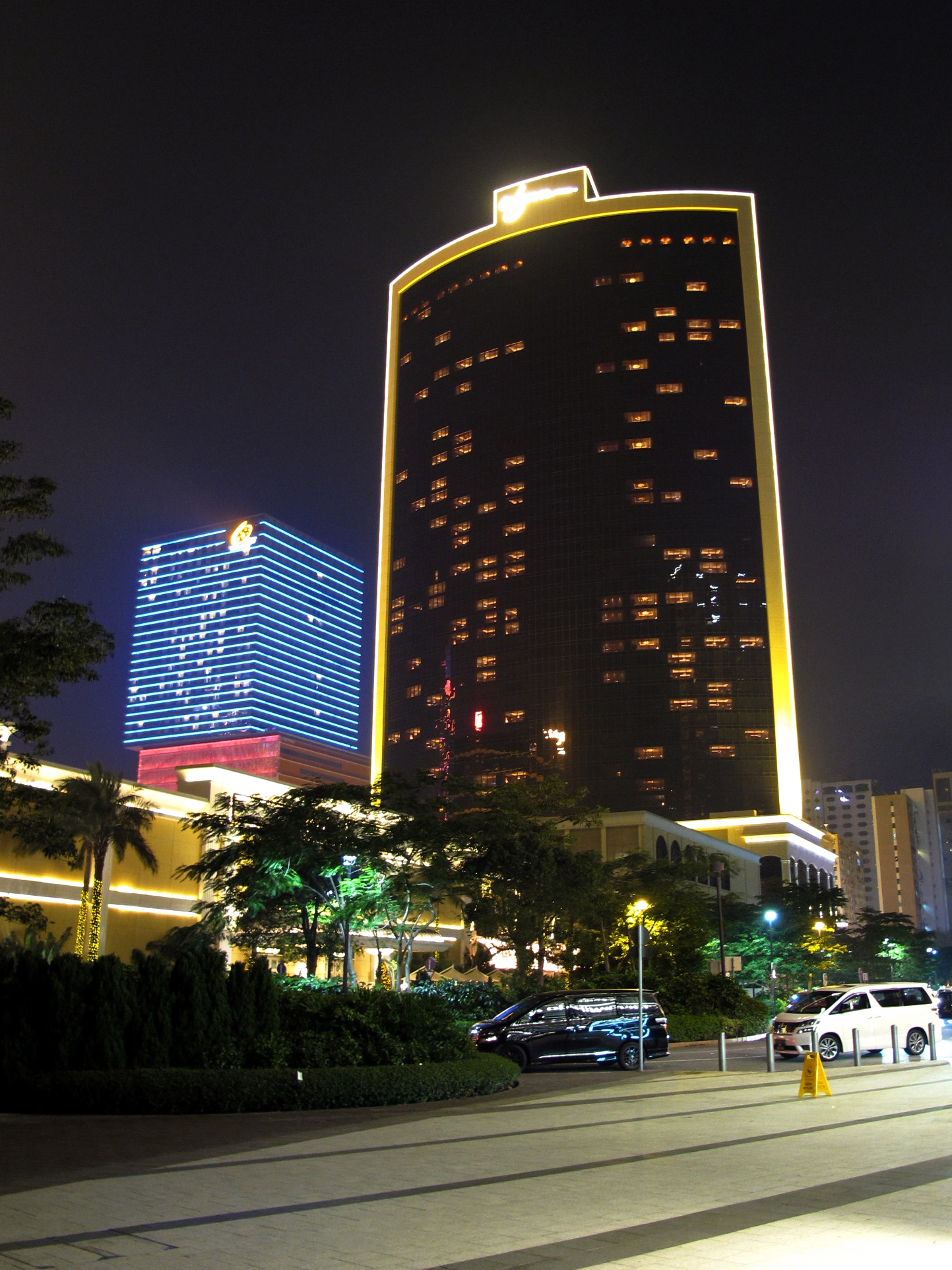
Encore at Wynn Macau

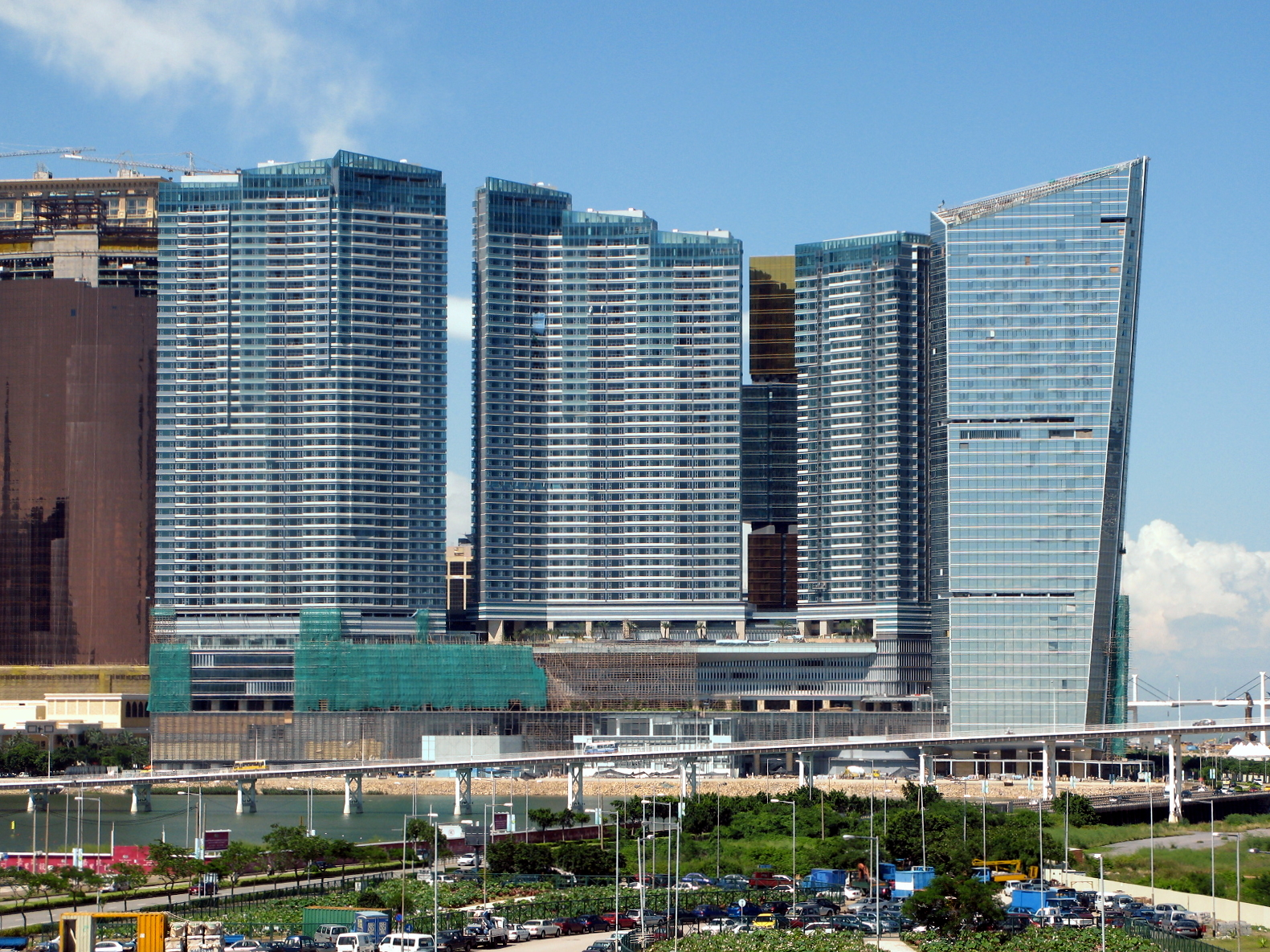
One Central

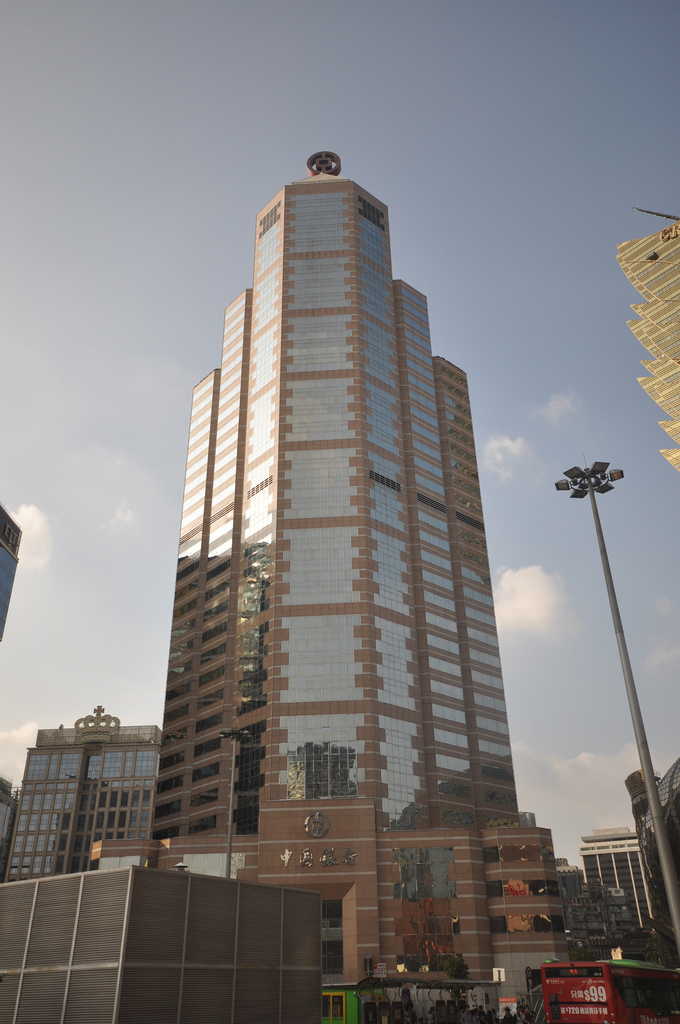
Bank of China Building (Macao)

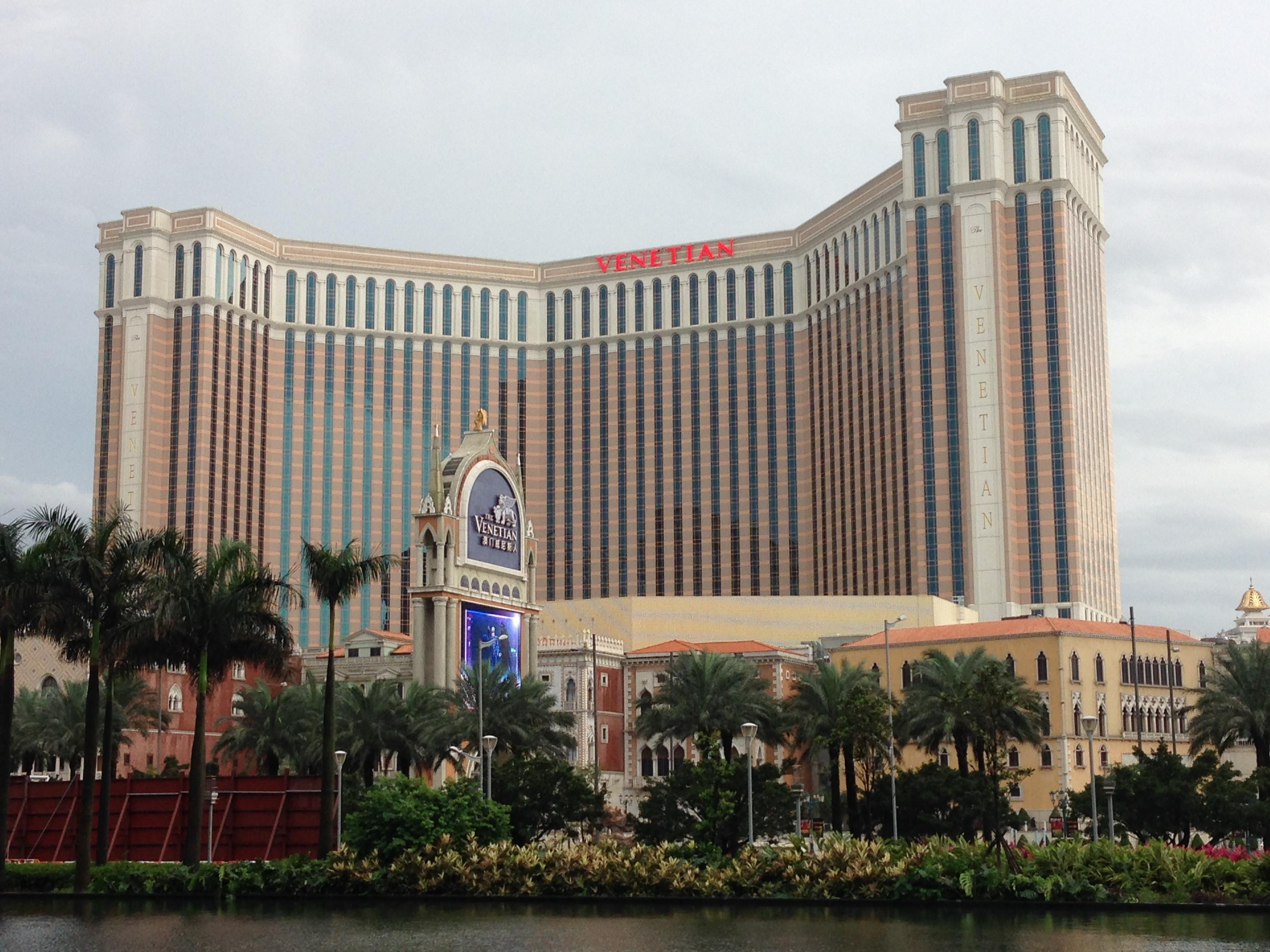
The Venetian (Macao)

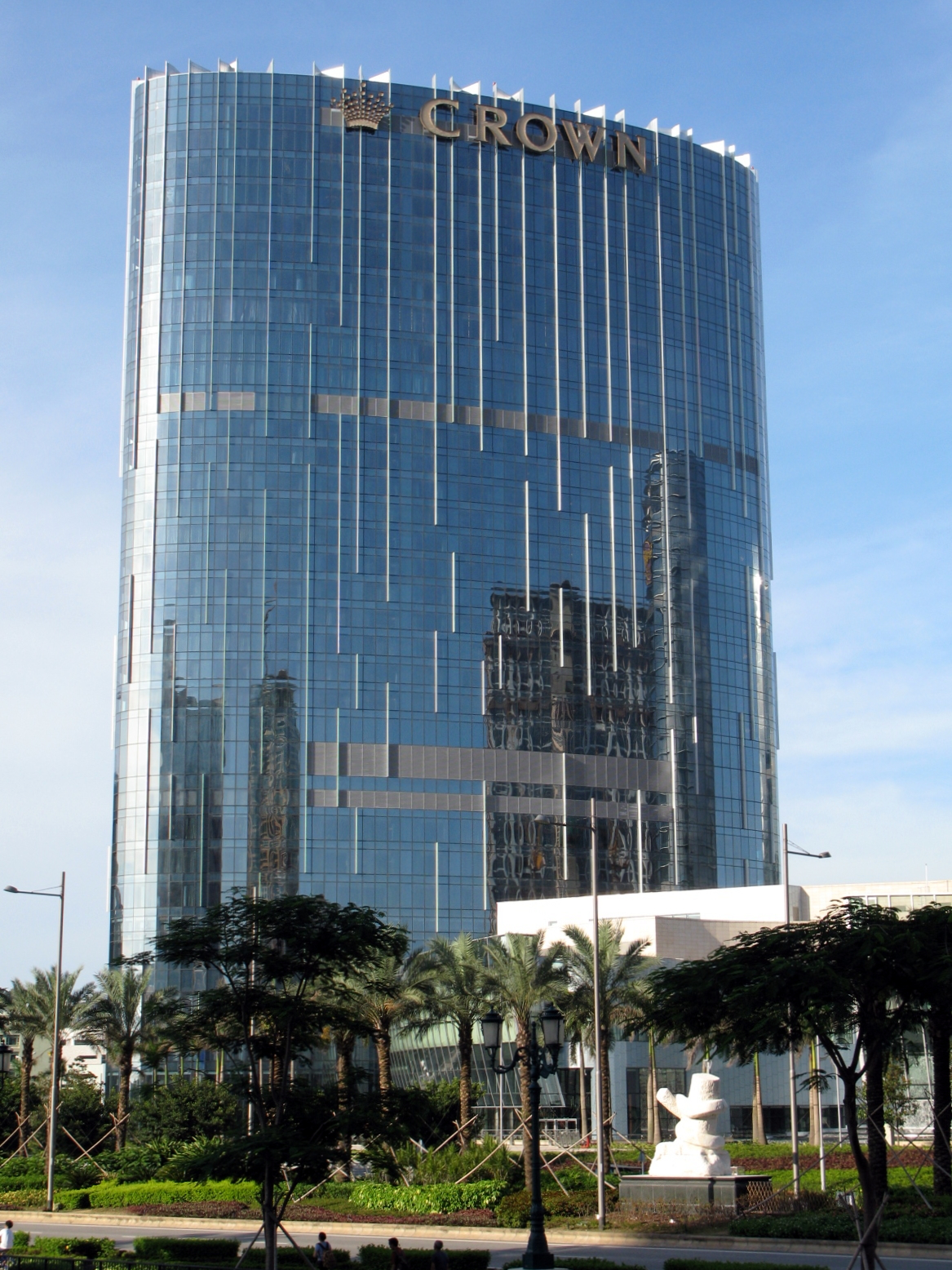
Crown Towers

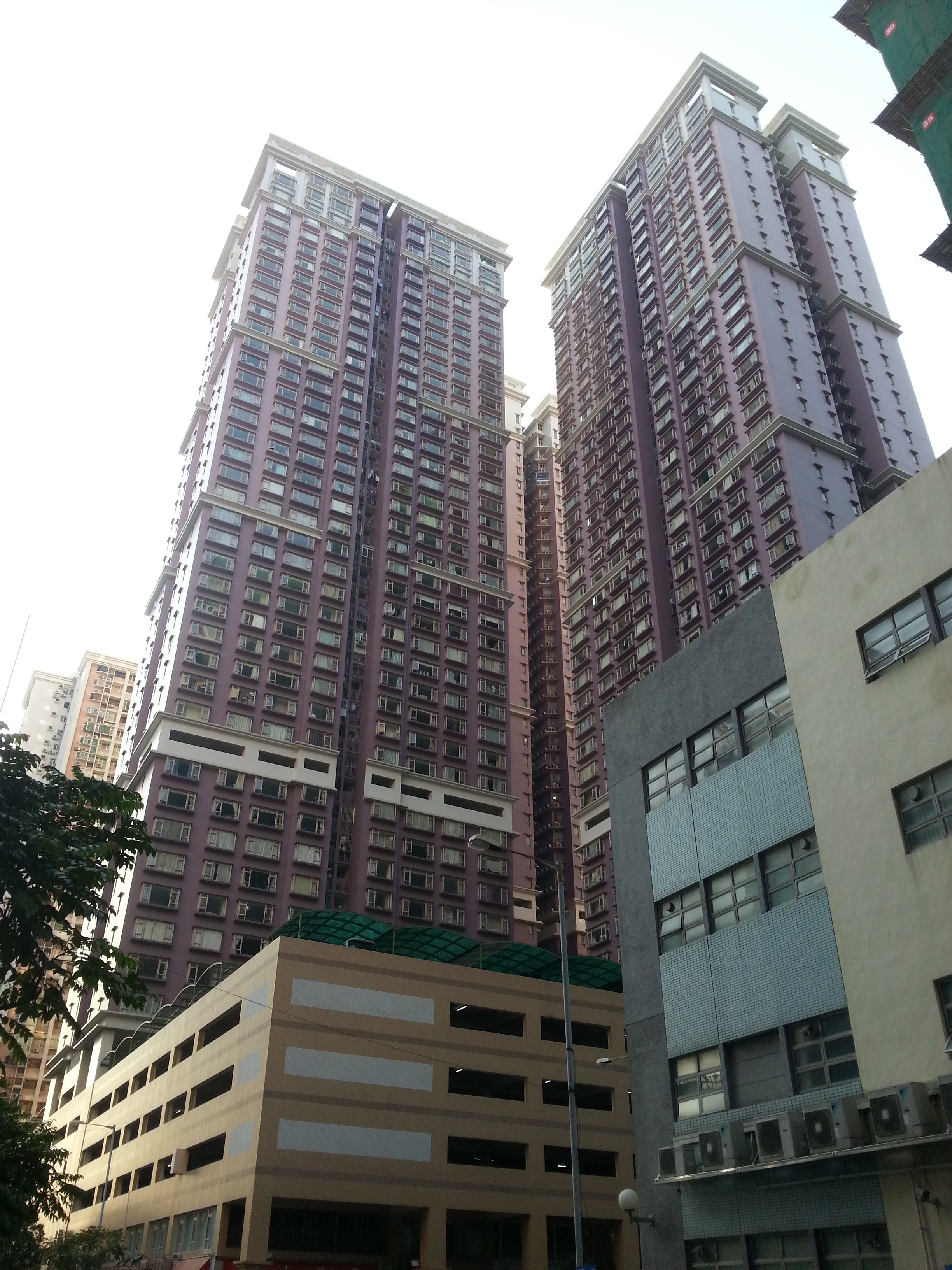
Prince Flower City

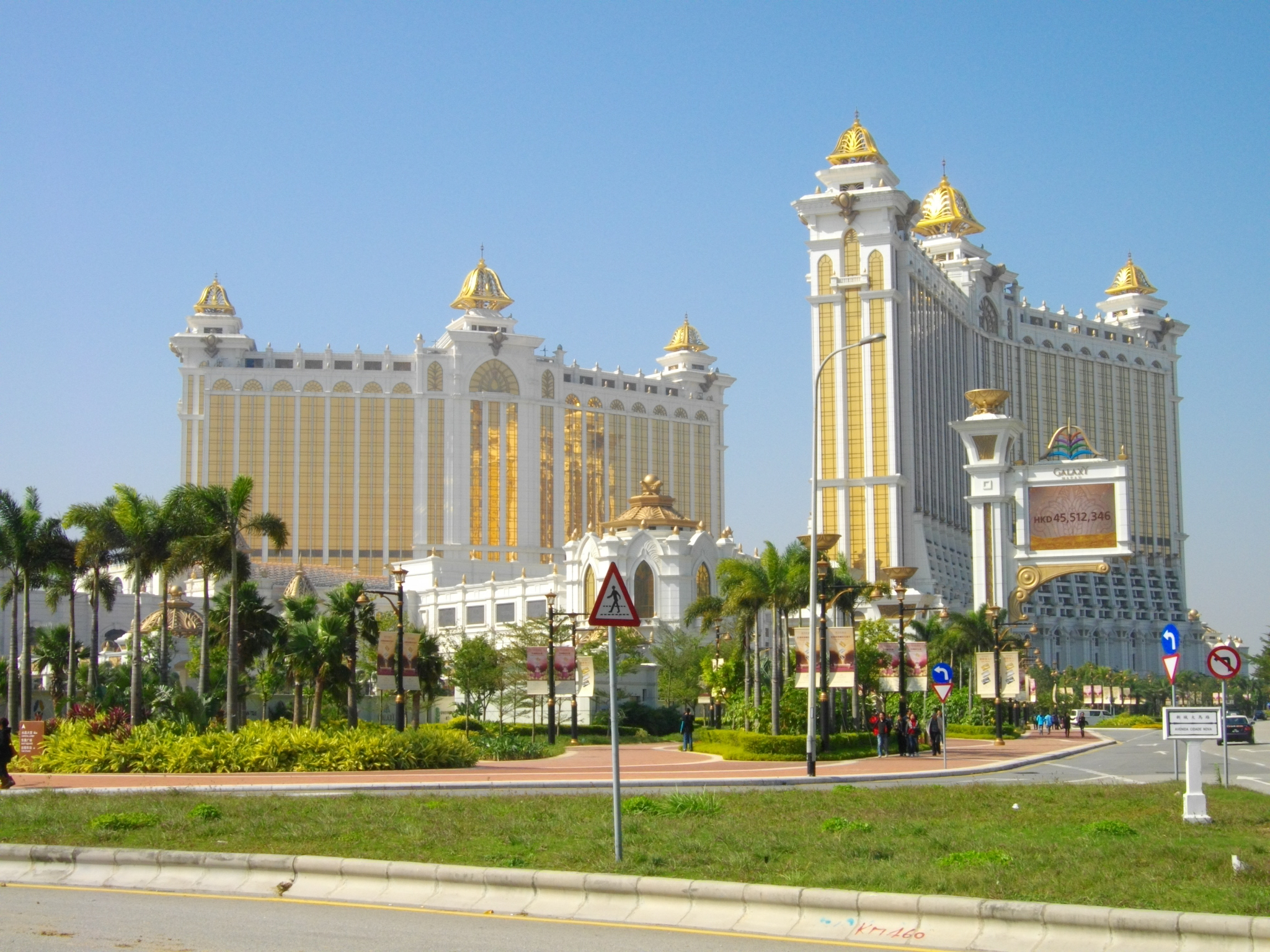
Galaxy Macao

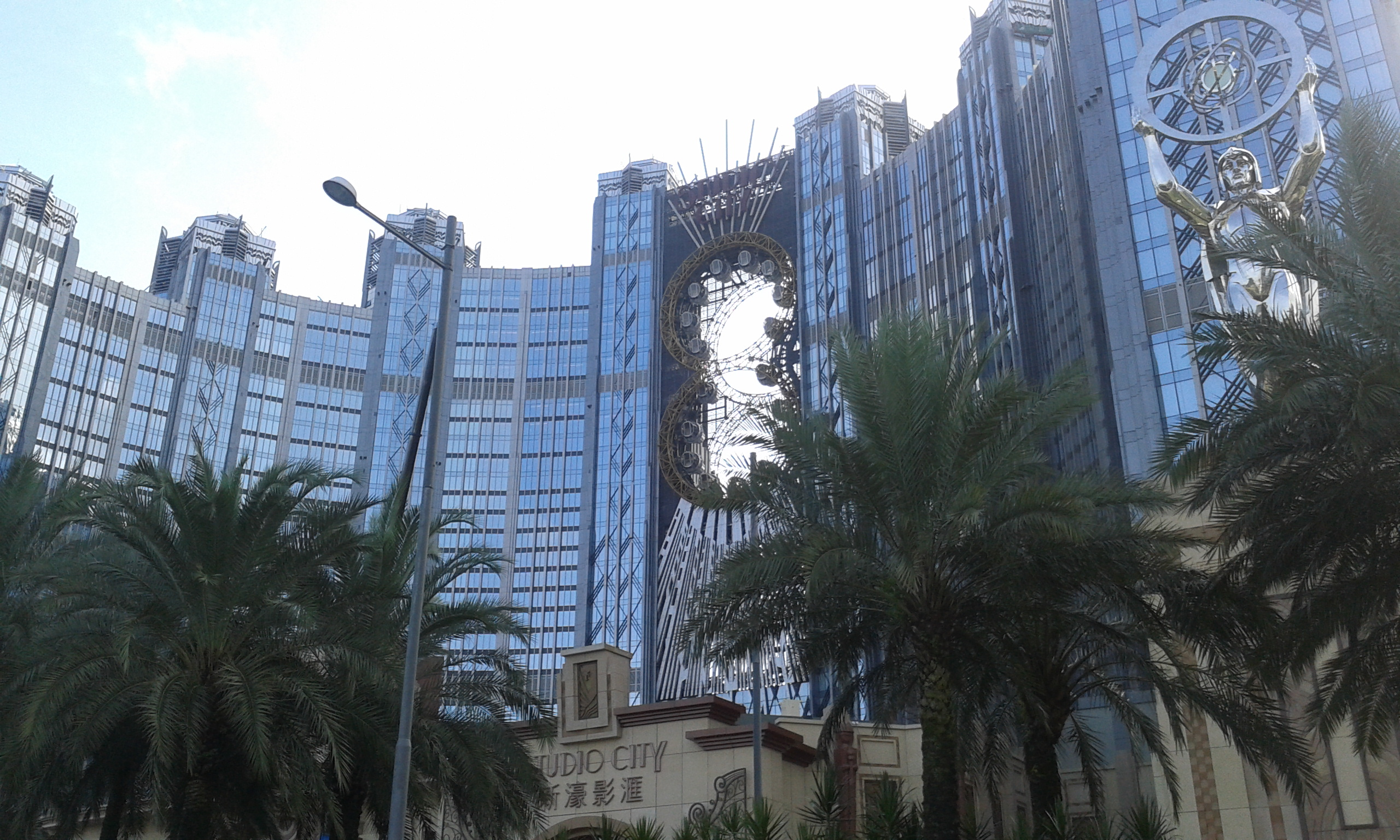
Studio City (Macao)

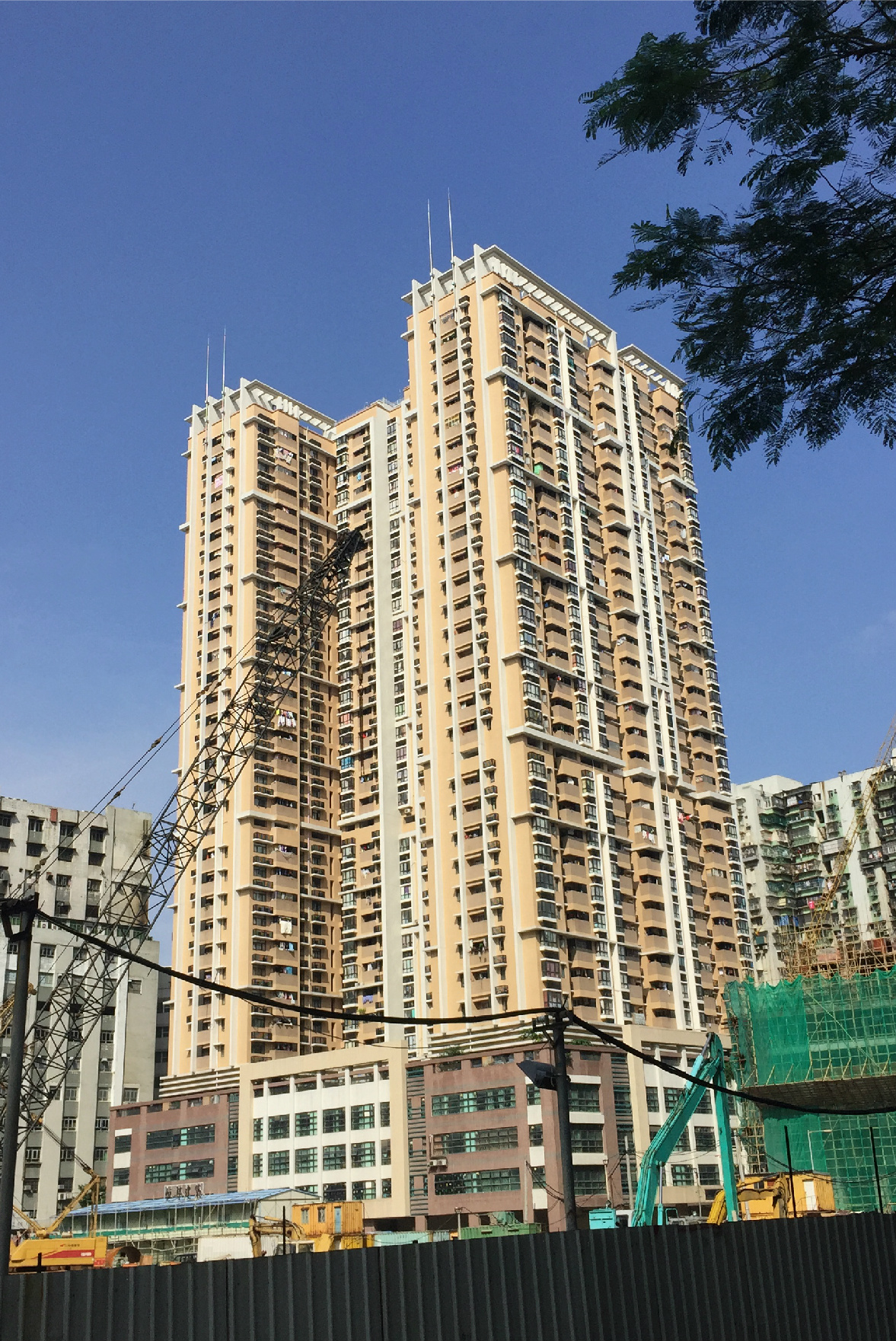
Mong Sin Building

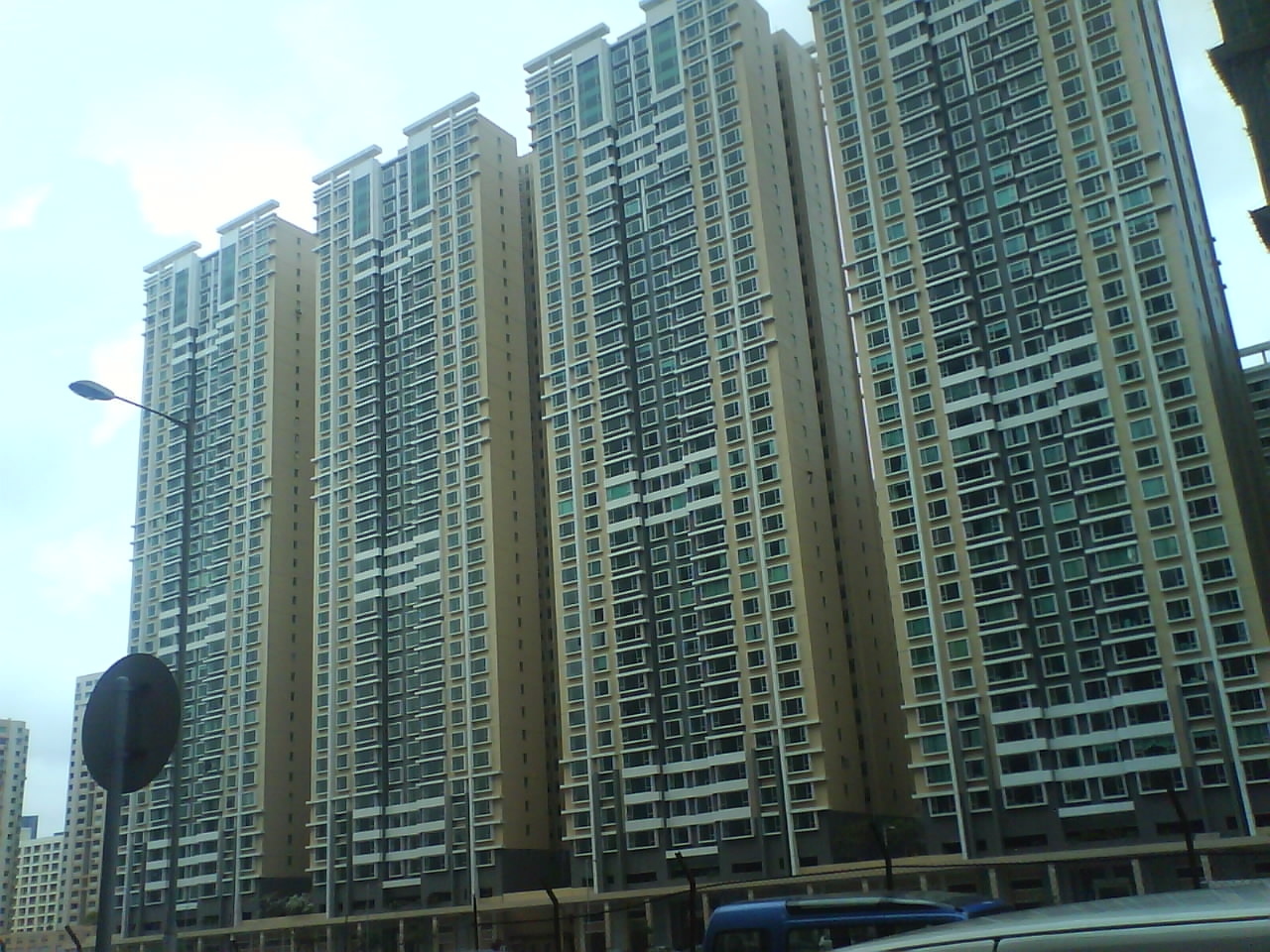
Nova City

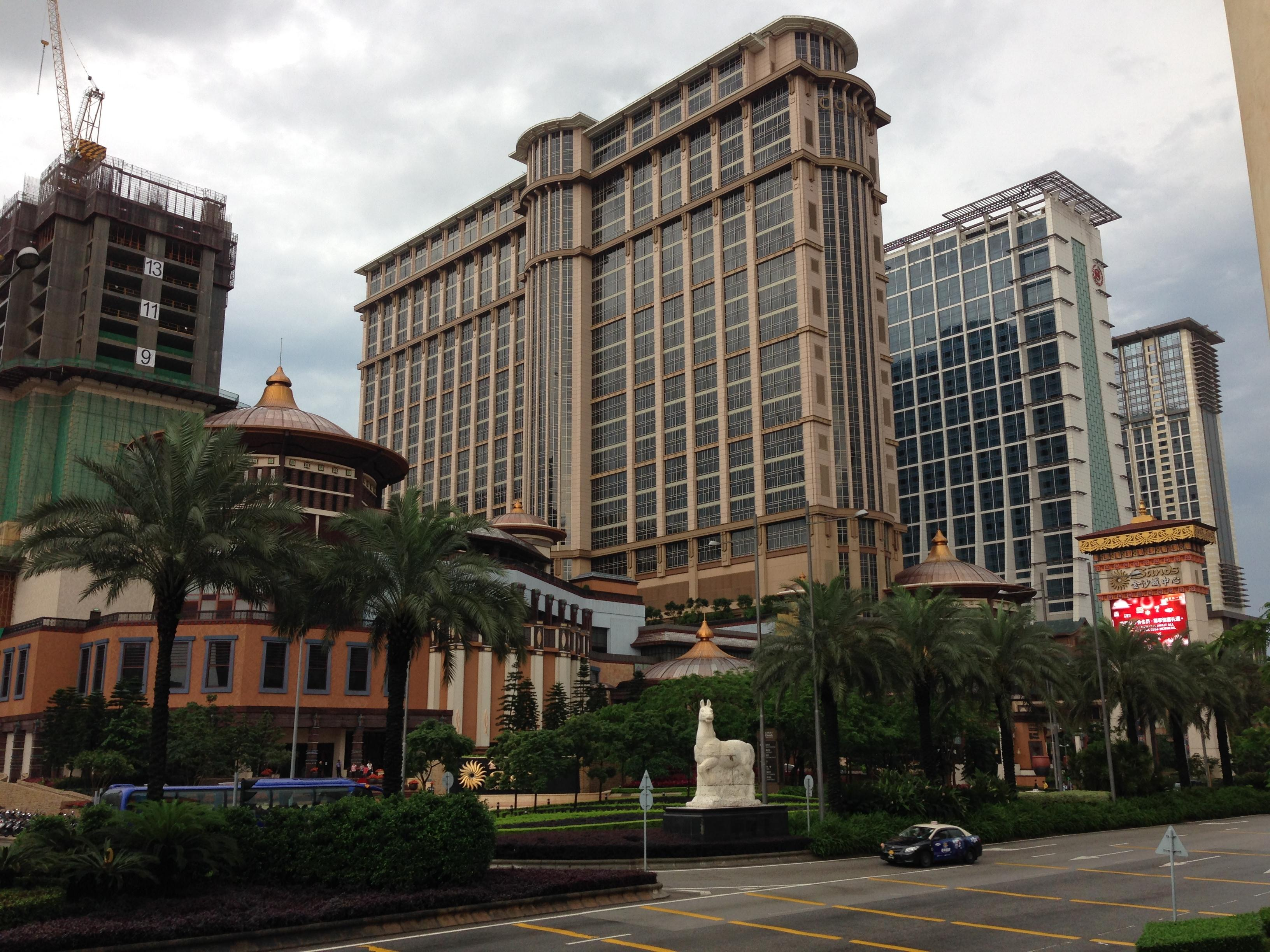
Conrad & Holiday Inn Hotels

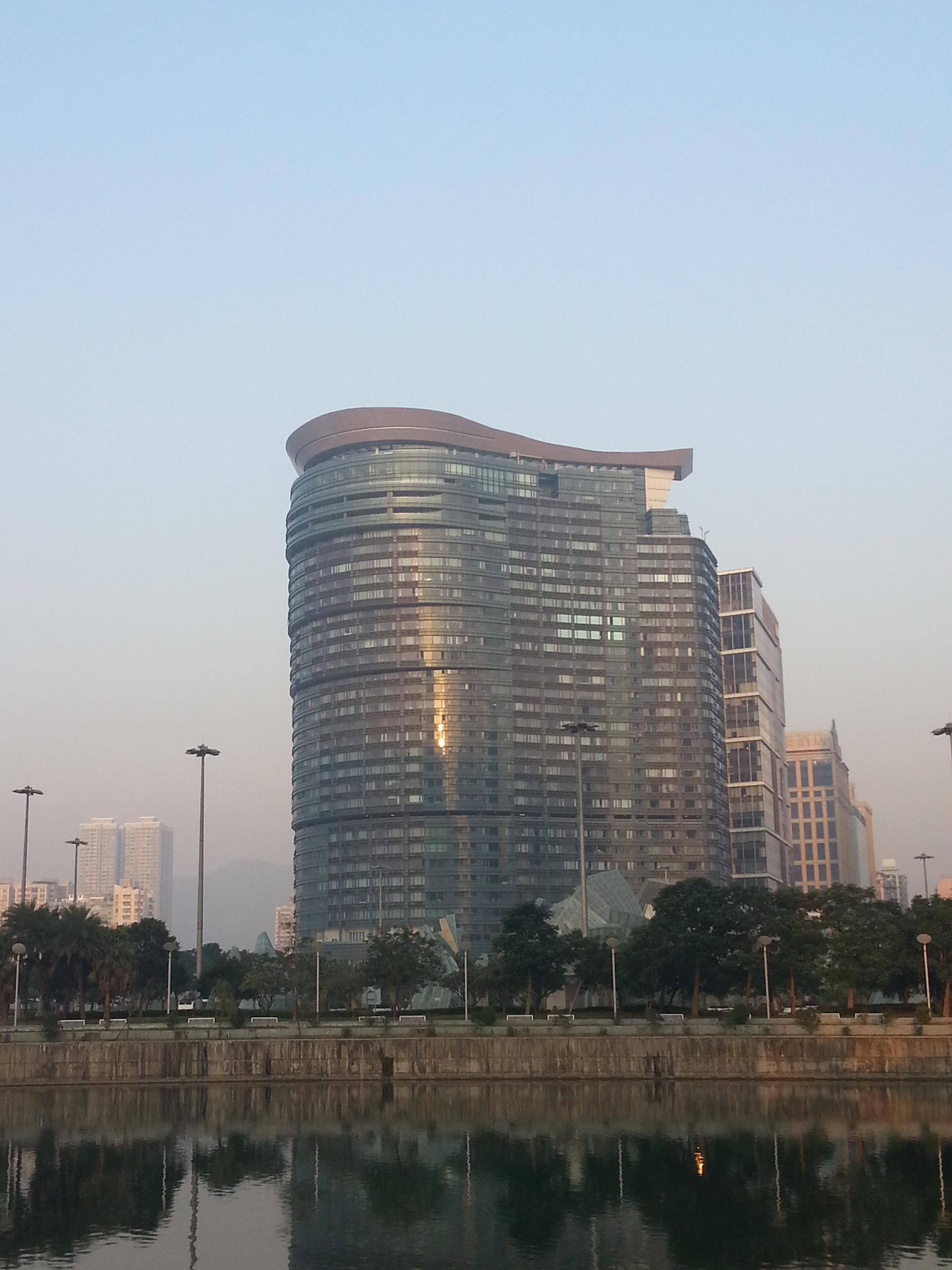
Lake View Tower

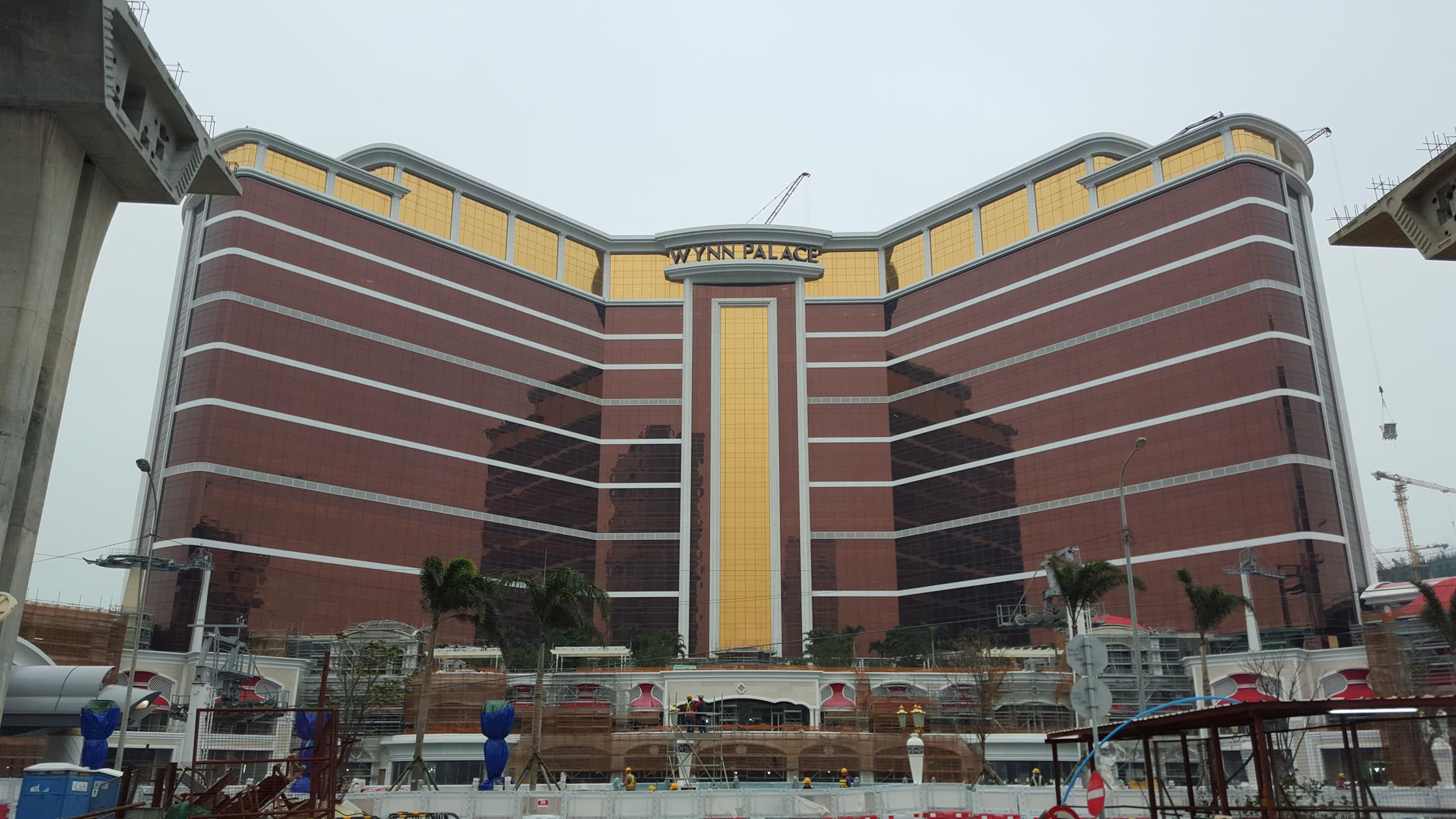
Wynn Palace

En mars 2018, la liste des immeubles d'au moins 110 mètres de hauteur y était la suivante, d'après Emporis, SkyscraperPage, CTBUH, et le site chinois Gaoloumi ,,,
| Rang | Nom                                               | Hauteur | Étages | Année |
| ---- | ------------------------------------------------- | ------- | ------ | ----- |
| 1    | Macau Tower                                       | 338 m   | 63     | 2001  |
| 2    | Grand Lisboa                                      | 258 m   | 47     | 2008  |
| 3    | L'Arc Macau                                       | 217 m   | 53     | 2009  |
| 4    | Encore at Wynn Macau                              | 206 m   | 40     | 2010  |
| 5    | Baia de Praia Grande                              | 190 m   | 54     | 2009  |
| 6    | The Praia Block 1                                 | 185 m   | 56     | 2008  |
| 6    | The Praia Block 2                                 | 185 m   | 56     | 2008  |
| 6    | The Praia Block 3                                 | 185 m   | 56     | 2008  |
| 6    | The Praia Block 4                                 | 185 m   | 56     | 2008  |
| 10   | The Residencia                                    | 180 m   | 48     | 2009  |
| 11   | One Central Residences Mandarin Oriental Hotel    | 175 m   | 47     | 2010  |
| 12   | Pak Keng Van Block 1                              | 170 m   | 52     | 2009  |
| 12   | Pak Keng Van Block 2                              | 170 m   | 52     | 2009  |
| 14   | Villa de mer Block 1                              | 166 m   | 48     | 2011  |
| 14   | Villa de mer Block 2                              | 166 m   | 48     | 2011  |
| 14   | Villa de mer Block 3                              | 166 m   | 48     | 2011  |
| 14   | Villa de mer Block 4                              | 166 m   | 48     | 2011  |
| 14   | Villa de mer Block 5                              | 166 m   | 48     | 2011  |
| 19   | Windsor Arch Block 1                              | 163 m   | 47     | 2014  |
| 19   | Windsor Arch Block 2                              | 163 m   | 47     | 2014  |
| 19   | Windsor Arch Block 3                              | 163 m   | 47     | 2014  |
| 19   | Windsor Arch Block 4                              | 163 m   | 47     | 2014  |
| 19   | Windsor Arch Block 5                              | 163 m   | 47     | 2014  |
| 19   | Windsor Arch Block 6                              | 163 m   | 47     | 2014  |
| 19   | Windsor Arch Block 7                              | 163 m   | 47     | 2014  |
| 19   | Windsor Arch Block 8                              | 163 m   | 47     | 2014  |
| 19   | Windsor Arch Block 9                              | 163 m   | 47     | 2011  |
| 19   | Windsor Arch Block 10                             | 163 m   | 47     | 2014  |
| 19   | Bank of China Building                            | 163 m   | 38     | 1992  |
| 30   | One Central Residences Block 1-3                  | 160 m   | 47     | 2010  |
| 30   | One Central Residences Block 4-6                  | 160 m   | 47     | 2010  |
| 30   | Park Residence 1                                  | 160 m   | 44     | 2015  |
| 30   | Park Residence 2                                  | 160 m   | 44     | 2015  |
| 30   | Park Residence 3                                  | 160 m   | 44     | 2015  |
| 30   | The Buckingham                                    | 160 m   | 50     | 2009  |
| 30   | Altira Macau                                      | 160 m   | 32     | 2007  |
| 30   | Galaxy Macao Phase 2                              | 160 m   | 40     | 2015  |
| 30   | Sky Oasis                                         | 160 m   | 42     | 2018  |
| 30   | La Marina - 1                                     | 160 m   | 45     | 2018  |
| 30   | La Marina - 2                                     | 160 m   | 45     | 2018  |
| 30   | La Marina - 3                                     | 160 m   | 45     | 2018  |
| 30   | La Marina - 4                                     | 160 m   | 45     | 2018  |
| 30   | La Marina - 5                                     | 160 m   | 45     | 2018  |
| 30   | Richlik 188                                       | 160 m   | 50     | 2017  |
| 30   | Nova Park                                         | 160 m   | 41     | 2014  |
| 47   | La Cite Block 1                                   | 157 m   | 49     | 2005  |
| 47   | La Cite Block 2                                   | 157 m   | 49     | 2005  |
| 47   | La Cite Block 3                                   | 157 m   | 49     | 2005  |
| 47   | La Cite Block 4                                   | 157 m   | 49     | 2005  |
| 47   | La Cite Block 5                                   | 157 m   | 49     | 2005  |
| 43   | Lai San Kok - Prince Flower City                  | 156 m   | 52     | 2008  |
| 53   | The St. Regis Macau                               | 155 m   | 39     | 2015  |
| 53   | Sheraton Macau South Tower                        | 155 m   | 39     | 2012  |
| 53   | Sheraton Macau North Tower                        | 155 m   | 39     | 2012  |
| 53   | Morpheus                                          | 155 m   | 40     | 2018  |
| 57   | MGM Macao                                         | 154 m   | 35     | 2007  |
| 57   | Galaxy Macao Tower 1                              | 154 m   | 35     | 2011  |
| 57   | Galaxy Macao Tower 2                              | 154 m   | 35     | 2011  |
| 60   | Century Villa                                     | 153 m   | 44     | 2008  |
| 60   | Lai Chui Kok                                      | 153 m   | 44     |       |
| 60   | Lai Jun Kok                                       | 153 m   | 44     |       |
| 60   | Lai Jin Kok                                       | 153 m   | 44     |       |
| 64   | Studio City (Macao)                               | 152 m   | 32     | 2015  |
| 64   | The Plaza Macao                                   | 152 m   | 39     | 2008  |
| 66   | The Parisian Macao                                | 151 m   | 38     | 2016  |
| 66   | Crown Towers                                      | 151 m   | 36     | 2009  |
| 66   | Hard Rock Hotel City of Dreams                    | 151 m   | 37     | 2009  |
| 66   | The Venetian (Macao)                              | 151 m   | 39     | 2007  |
| 66   | MGM Cotai                                         | 151 m   | 36     | 2018  |
| 71   | South Residence                                   | 150 m   | 31     | 2014  |
| 72   | Lai Choi Kok - Prince Flower City                 | 149 m   | 43     | 2008  |
| 72   | Lai Leong Kok - Prince Flower City                | 149 m   | 43     | 2008  |
| 74   | Galaxy StarWorld Hotel                            | 148 m   | 33     | 2006  |
| 75   | Mong Sin Building                                 | 147 m   | 33     | 2010  |
| 75   | L'Hermitage                                       | 147 m   | 31     | 2008  |
| 75   | New Century Hotel New Wing                        | 145 m   | 38     | 2006  |
| 78   | One Central Residences Block 7                    | 139 m   | 40     | 2010  |
| 78   | The Phoenix Terrace                               | 139 m   | 40     |       |
| 78   | Hotel Tower 5                                     | 139 m   | 40     | 2017  |
| 81   | The Shangri-La and Traders Hotel Tower            | 135 m   | 39     | 2009  |
| 81   | Block 31 - Edificio Cereja                        | 135 m   | 39     | 1995  |
| 81   | Block 29 - Edificio Cereja                        | 135 m   | 39     | 1995  |
| 81   | Block 27 - Edificio Peonia                        | 135 m   | 39     | 1995  |
| 81   | Block 25 - Edificio Peonia                        | 135 m   | 39     | 1995  |
| 81   | Block 23 - Edificio Orquidea                      | 135 m   | 39     | 1995  |
| 81   | Block 21 - Edificio Orquidea                      | 135 m   | 39     | 1995  |
| 81   | Kinglight Garden Block 3                          | 135 m   | 39     |       |
| 89   | Chun Gin Villas                                   | 132 m   | 38     | 2008  |
| 89   | Ngan Hoi Kok Block 1                              | 132 m   | 38     |       |
| 89   | Ngan Hoi Kok Block 2                              | 132 m   | 38     |       |
| 89   | Pou Fu Kok                                        | 132 m   | 38     |       |
| 89   | Lei Pou Kok                                       | 132 m   | 38     |       |
| 89   | Pou Fong Kok                                      | 132 m   | 38     |       |
| 89   | Pou Fat Kok                                       | 132 m   | 38     |       |
| 89   | Hou King Garden                                   | 132 m   | 38     |       |
| 97   | Edifício da Administração Pública                 | 130 m   | 29     | 1999  |
| 98   | Nova City Tower 5                                 | 128 m   | 37     | 2006  |
| 98   | Nova City Tower 7                                 | 128 m   | 37     | 2006  |
| 98   | Nova City Tower 9                                 | 128 m   | 37     | 2007  |
| 98   | Nova City Tower 11                                | 128 m   | 37     | 2007  |
| 98   | Nova City Tower 13                                | 128 m   | 37     | 2008  |
| 98   | Nova City Tower 15                                | 128 m   | 37     | 2008  |
| 98   | Wa Pou Garden Block 1                             | 128 m   | 37     |       |
| 98   | Wa Pou Garden Block 2                             | 128 m   | 37     |       |
| 98   | Wa Pou Garden Block 3                             | 128 m   | 37     |       |
| 98   | Wa Pou Garden Block 4                             | 128 m   | 37     |       |
| 98   | Wa Pou Garden Block 5                             | 128 m   | 37     |       |
| 98   | Wa Pou Garden Block 6                             | 128 m   | 37     |       |
| 98   | The Manhattan South Tower                         | 128 m   | 37     | 2007  |
| 111  | Conrad & Holiday Inn Hotels                       | 125 m   | 36     | 2012  |
| 111  | Ilha Verde Public Housing Complex Phase 1 Block B | 125 m   | 36     | 2009  |
| 111  | Ilha Verde Public Housing Complex Phase 1 Block C | 125 m   | 36     | 2009  |
| 111  | La Baie Du Noble 1                                | 125 m   | 36     |       |
| 111  | La Baie Du Noble 2                                | 125 m   | 36     |       |
| 111  | La Baie Du Noble 3                                | 125 m   | 36     | 2006  |
| 111  | La Baie Du Noble 4                                | 125 m   | 36     | 2006  |
| 111  | La Baie Du Noble 5                                | 125 m   | 36     | 2006  |
| 119  | Nova Taipa Fase 1A                                | 123 m   | 39     | 1995  |
| 119  | Nova Taipa Fase 1B                                | 123 m   | 38     | 1996  |
| 121  | Golden Bay Garden                                 | 121 m   | 35     | 2008  |
| 121  | Tenacity Block 1                                  | 121 m   | 35     | 2009  |
| 121  | Tenacity Block 2                                  | 121 m   | 35     | 2009  |
| 121  | The Manhattan North Tower                         | 121 m   | 35     | 2007  |
| 121  | Edificio Lei Yeng                                 | 121 m   | 35     |       |
| 121  | Edificio Lei Hau                                  | 121 m   | 35     |       |
| 121  | Edificio Lei Mau                                  | 121 m   | 35     |       |
| 121  | Edificio Lei Seng                                 | 121 m   | 35     |       |
| 121  | Edificio Lei Fung                                 | 121 m   | 35     |       |
| 121  | Edificio Lei Hung                                 | 121 m   | 35     |       |
| 121  | Edificio Lei Tou                                  | 121 m   | 35     |       |
| 121  | Edificio Lei Yip                                  | 121 m   | 35     |       |
| 121  | Edificio Lei Wai                                  | 121 m   | 35     |       |
| 121  | Pou Lei Kok                                       | 121 m   | 35     |       |
| 121  | Nam On                                            | 121 m   | 35     | 2011  |
| 136  | One Oasis Phase Cotai South 1                     | 120 m   | 31     | 2013  |
| 136  | One Oasis Phase Cotai South 2                     | 120 m   | 31     | 2013  |
| 136  | The Bayview 1                                     | 120 m   | 35     | 2009  |
| 136  | The Bayview 2                                     | 120 m   | 35     | 2009  |
| 136  | The Bayview 3                                     | 120 m   | 35     | 2009  |
| 136  | The Bayview 4                                     | 120 m   | 35     | 2009  |
| 142  | Hyatt Regency Hotel                               | 118 m   | 34     | 2009  |
| 142  | Caravelle Court                                   | 118 m   | 34     |       |
| 142  | Lung Tou Kok                                      | 118 m   | 34     |       |
| 142  | Lake View Tower                                   | 118 m   | 30     | 2009  |
| 146  | Wynn Palace                                       | 115 m   | 29     | 2016  |
| 147  | Yue Xiu Garden                                    | 114 m   | 39     | 1990  |
| 147  | Polytec Garden Block 2                            | 114 m   | 33     |       |
| 147  | Polytec Garden Block 3                            | 114 m   | 33     |       |
| 147  | Polytec Garden Block 4                            | 114 m   | 33     |       |
| 147  | Polytec Garden Block 5                            | 114 m   | 33     |       |
| 147  | Polytec Garden Block 6                            | 114 m   | 33     |       |
| 147  | Supreme Royalton - One Grantai                    | 114 m   | 33     | 2010  |
| 147  | Deluxe Royalton - One Grantai                     | 114 m   | 33     | 2010  |
| 147  | Superb Royalton - One Grantai                     | 114 m   | 33     | 2010  |
| 147  | Prime Royalton - One Grantai                      | 114 m   | 33     | 2010  |
| 147  | Regal Royalton - One Grantai                      | 114 m   | 33     | 2010  |
| 147  | Grand Royalton - One Grantai                      | 114 m   | 33     | 2010  |
| 147  | The Hillsville                                    | 114 m   | 33     |       |
| 147  | Jardim Vista do Lago                              | 114 m   | 33     |       |
| 161  | Grand Hyatt Macau                                 | 111 m   | 32     |       |
| 161  | Tai Meng Kok Block 1                              | 111 m   | 32     |       |
| 161  | Tai Meng Kok Block 2                              | 111 m   | 32     |       |
| 161  | Yat Lai Garden Block 1                            | 111 m   | 32     |       |
| 161  | Yat Lai Garden Block 2                            | 111 m   | 32     |       |
| 161  | Yat Lai Garden Block 3                            | 111 m   | 32     |       |
| 161  | Yat Lai Garden Block 4                            | 111 m   | 32     |       |
| 161  | Yat Lai Garden Block 5                            | 111 m   | 32     |       |
| 161  | Yat Lai Garden Block 6                            | 111 m   | 32     |       |
| 161  | Delight Court                                     | 111 m   | 32     | 2007  |
| 161  | Kingsville 1                                      | 111 m   | 32     |       |
| 161  | Kingsville 2                                      | 111 m   | 32     |       |
| 161  | Kingsville 3                                      | 111 m   | 32     |       |
| 161  | The Meridien Court                                | 111 m   | 32     | 2007  |
| 161  | Chun Hong Garden                                  | 111 m   | 32     |       |
| 161  | Kinglight Garden Block 4                          | 111 m   | 32     |       |
| 161  | One Oasis Phase Cotai South 3                     | 111 m   | 20     | 2013  |
| 161  | One Oasis Phase Cotai South 4                     | 111 m   | 20     | 2013  |
| 161  | One Oasis Phase Cotai South 5                     | 111 m   | 20     | 2013  |
| 180  | Lisboa Palace                                     | 110 m   | 29     | 2018  |